# Río del Yunque
El río del Yunque es un curso natural de agua que nace en la alta cordillera de la Región de Coquimbo y fluye con dirección general oeste hasta desembocar en el río Totoral.

## Trayecto
El río Portillo nace en la alta cordillera de la Región de Coquimbo y fluye con dirección general oeste y desemboca en el río Totoral.

## Historia
Luis Risopatrón lo describe en su Diccionario Jeográfico de Chile (1924) sobre el río:: 894 
Yunque (Rio del). Es de corto curso, nace en el portezuelo del mismo nombre, corre al S en un cajón en el que se encuentra pasto en cierta abundancia pero la leña escasea i se vácia en la márjen N de la parte superior del rio Totoral, del Choapa.